# Peter Hertig
Peter Hertig, verksam under senare hälften av 1500-talet, var Finlands och Livlands överbyggmästare. Flera slott i Finland är uppförda av honom, bland annat Nyslott, Åbo slott, Viborgs slott och Kexholm.